# Klaudiusz de la Colombière
Klaudiusz de la Colombiere, Claude de la Colombière (ur. 2 lutego 1641 w Grenoble, zm. 15 lutego 1682 w Paray-le-Monial) – jezuita francuski, spowiednik św. Małgorzaty-Marii Alacoque, misjonarz i pisarz ascetyczny, święty Kościoła katolickiego.

## Żywot świętego
Do Towarzystwa Jezusowego wstąpił w r. 1659. W r. 1674 został przełożonym w Paray-le-Monial, gdzie służył jako kierownik duchowy św. Małgorzacie-Marii Alacoque, stając się apostołem Najświętszego Serca Jezusa. W 1676 r. wysłano go do Anglii jako kaznodzieję Marii z Modeny, księżnej Yorku, późniejszej królowej Wielkiej Brytanii. Na dworze prowadził ascetyczne życie zakonne, był aktywnym misjonarzem na terytorium Anglii. Z Małgorzatą-Marią miał nadal kontakt przez korespondencję.
Oczekując powrotu do Francji, został aresztowany i wtrącony do więzienia pod zarzutem konspiracji. Dzięki godności kaznodziei i wstawiennictwu króla Francji uniknął śmierci, ale został wygnany w 1679 r. Dwa ostatnie lata życia spędził w Lyonie, gdzie był kierownikiem duchowym młodych jezuitów, i w Paray-le-Monial, gdzie się leczył.

## Kult
Św. Klaudiusz został beatyfikowany przez Piusa XI (16 czerwca 1929) i kanonizowany przez Jana Pawła II (31 maja 1992).
Jego relikwie są przechowywane w jezuickim kościele obok klasztoru Wizytek w Paray-le-Monial.
Wspomnienie liturgiczne w Kościele katolickim obchodzone jest 15 lutego.